# كرونوسلاف ريندوليتش
كرونوسلاف ريندوليتش هو لاعب كرة قدم كرواتي في مركز الدفاع، ولد في 26 سبتمبر 1973 في فينكوفسي في كرواتيا. لعب مع نادي أوسييك ونادي رييكا ونادي زغرب ونادي فولاد خوزستان وهايدوك سبليت.

## وصلات خارجية
- كرونوسلاف ريندوليتش على موقع قاعدة بيانات كرة القدم.إي يو (الإنجليزية)
- كرونوسلاف ريندوليتش على موقع Soccerway.com (الإنجليزية)
- كرونوسلاف ريندوليتش على موقع عالم كرة القدم.نت (الإنجليزية)